# Rogers Locomotive and Machine Works
Rogers Locomotive and Machine Works est une entreprise américaine du XIXe siècle produisant des locomotives à vapeur basée à Paterson, dans le comté de Passaic, New Jersey. Ils construisirent plus de 6000 locomotives à vapeur pour des chemins de fer à travers le monde. La plupart des chemins de fer du XIXe siècle aux États-Unis avaient au moins une locomotive Rogers. Le produit le plus fameux de la compagnie était une locomotive baptisée The General (en), construite en décembre 1855. Rogers était le deuxième producteur de locomotive le plus apprécié du XIXe siècle derrière le Baldwin Locomotive Works parmi presque une centaine de compagnies.

## Historique
La compagnie fut fondée par Thomas Rogers (en) lors d'un partenariat de 1832 avec Morris Ketchum et Jasper Grosvenor (en). Rogers deumera le président jusqu'à sa mort en 1856 quand son fils, Jacob S. Rogers, repris le poste et réorganisa la compagnie sous le nom de Rogers Locomotive and Machine Works. Jacob Rogers mena la compagnie jusqu'à sa retraite en 1893. Robert S. Hughes (en) en devint ainsi le président et réorganisa encore une fois la compagnie sous le nom de Rogers Locomotive Company, qu'il dirigea jusqu'à sa mort en 1900.
Rogers évita la fusion avec l'American Locomotive Company (ALCO) en 1901 en fermant et rouvrant la compagnie sous le nom de Rogers Locomotive Works. La compagnie demeura indépendante jusqu'en 1905, quand l'ALCO la racheta ; l'ALCO a continué de construire de nouvelles locomotives à vapeur sur les sites de l'ancienne Rogers Locomotive and Machine Works jusqu'en 1913. L'ALCO utilisa les aménagements de Rogers tout au long des années 1920 comme entrepôts, mais vendit finalement les sites de Rogers à des investisseurs privés. De nos jours, la plupart des locomotives Rogers sont conservées dans des musées consacrés aux chemins de fer à travers le monde.